# Збірна Замбії з футболу
Збірна Замбії з футболу представляє Замбію на міжнародних футбольних турнірах і в товариських матчах. Контролюється Футбольною асоціацією Замбії. 
Найвище досягнення збірної — перемога в Кубку Африканських Націй 2012 року.

## Чемпіонат світу
- 1930–1966 — не брала участі
- 1970–2022 — не пройшла кваліфікацію

## Кубок Африки
| - 1957–1968 — не брала участі - 1970 — не пройшла кваліфікацію - 1972 — не пройшла кваліфікацію - 1974 — друге місце - 1976 — не пройшла кваліфікацію - 1978 — груповий турнір - 1980 — не пройшла кваліфікацію - 1982 — третє місце - 1984 — не пройшла кваліфікацію - 1986 — груповий турнір - 1988 — відмовилася від участі - 1990 — третє місце - 1992 — чвертьфінал - 1994 — друге місце - 1996 — третє місце |  | - 1998 — груповий турнір - 2000 — груповий турнір - 2002 — груповий турнір - 2004 — не пройшла кваліфікацію - 2006 — груповий турнір - 2008 — груповий турнір - 2010 — чвертьфінал - 2012 — чемпіон - 2013 — груповий турнір - 2015 — груповий турнір - 2017 — не пройшла кваліфікацію - 2019 — не пройшла кваліфікацію - 2021 — не пройшла кваліфікацію - 2023 — груповий турнір |